# Serpents of the Light
Albums de Deicide
Once Upon the Cross
(1995) When Satan Lives
(1998)
Serpents of the Light est le quatrième album studio du groupe de death metal américain Deicide. L'album est sorti en 1997 sous le label Roadrunner Records.
Glen Benton a choisi ce titre pour l'album en hommage à un de ses amis décédé.
Le titre Serpents of the Light parle d'un certain aspect de la culture chrétienne moderne.

## Musiciens
- Glen Benton - Chant, Basse
- Brian Hoffman - Guitare
- Eric Hoffman - Guitare
- Steve Asheim - Batterie

## Liste des morceaux
| 1.    | Serpents of the Light | 3:03 |
| 2.    | Bastard of Christ     | 2:48 |
| 3.    | Blame It on God       | 2:45 |
| 4.    | This is Hell We're In | 2:51 |
| 5.    | I Am No One           | 3:38 |
| 6.    | Slave to the Cross    | 3:15 |
| 7.    | Creatures of Habit    | 3:07 |
| 8.    | Believe the Lie       | 2:50 |
| 9.    | The Truth Above       | 2:45 |
| 10.   | Father Baker's        | 3:36 |
| 30:38 |                       |      |